# 프랭크 (영화)
《프랭크》(영어: Frank)는 2014년 공개된 영화이다.

## 출연
- 도널 글리슨 - 존 역
- 매기 질런홀 - 클래라 역
- 스쿠트 맥네리 - 돈 역
- 마이클 패스벤더 - 프랭크 역
- 카를라 아자르 - 나나 역
- 프랑수아 시빌 - 바라크 역